# ألفريد وليام ألكوك
ألفريد وليام ألكوك (بالإنجليزية: Alfred William Alcock)‏ هو طبيب و عالم طبيعة و عالم قشريات بريطاني ولد يوم 23 يونيو 1859 في مومباي و توفي يوم 24 مارس 1933 في بلفيدير، كينت.
كان ألكوك ابن قائد الفريق البحري، جون ألكوك في بومباي، الهند الذي تقاعد للعيش في بلكهثبلاكهيث. كانت والدته ابنة كريستوفر بدكومبه، الابن الوحيد لسكوير ديفون.
ألكوك، ودرس في مدرسة ميل هيل، في مدرسةبلكهثبلاكهيث الملكية وفي مدرسة وستمنستر. في عام 1876 واجه والده الخسائر المالية واقتيد خارج المدرسة وإرسالها إلى الهند في منطقة واياناد. وهنا كان العناية من قبل أقارب يعملون في زراعة البن. و في سن 17 أمضى وقتا في أدغال مالابار.

## روابط خارجية
- A guide to the zoological collections exhibited in the fish gallery of the Indian Museum (1899) (Scanned book)
- Illustrations of the Zoology of the Royal Indian Marine Survey Ship Investigator, under the command of Commander T H Heming. Fishes Part V, Crustacea Part VI Mollusca Part II . Alfred Alcock. Calcutta, 1898 (scanned book)
- A descriptive catalogue of the Indian deep-sea fishes in the Indian Museum : being a revised account of the deep-sea fishes collected by the Royal Indian marine survey ship Investigator (scanned book)